# Gansler Róbert
Gansler Róbert (Mucsi, 1941. július 1. –) amerikai válogatott labdarúgó, edző.

## Mérkőzései az amerikai válogatottban
| #  | Dátum                | Ellenfél | Eredmény | Kiírás              | Esemény    |
| -- | -------------------- | -------- | -------- | ------------------- | ---------- |
| 1. | 1968. szeptember 15. | Izrael   | 3 – 3    | barátságos mérkőzés |            |
| 2. | 1968. szeptember 25. | Izrael   | 0 – 4    | barátságos mérkőzés |            |
| 3. | 1968. október 13.    | Kanada   | 2 – 4    | Vb-selejtező        |            |
| 4. | 1968. október 21.    | Haiti    | 2 – 5    | barátságos mérkőzés |            |
| 5. | 1968. október 27.    | Kanada   | 1 – 0    | Vb-selejtező        | lecserélve |
| 6. | 1968. november 3.    | Bermuda  | 6 – 2    | Vb-selejtező        |            |